# Rowista
Rowista [pronunciación en polaco: /rɔˈvista/] (en casubio: Rowisto) es un pueblo ubicado en el distrito administrativo de Gmina Konarzyny, dentro del condado de Chojnice, Voivodato de Pomerania, en el norte de Polonia. Se encuentra a unos 6 kilómetros al noroeste de Konarzyny, a 23 kilómetros al noroeste de Chojnice, y a 101 kilómetros al suroeste de la capital regional Gdańsk.
El pueblo tiene una población de 26 habitantes.